# 新番
新番（しんばん）、新御番所（しんごばんどころ-しょ）また、新侍衆（にいさむらいしゅう）、若侍衆（わかさむらいしゅう）は、江戸幕府に設けられた職制の一つ。五番方（書院番、小姓組、大番、小十人、新番）に数えられる軍事部門の職制であり、専ら徳川将軍家の警備/警護部隊としての旗本の常備兵力を組織していた。格式は両番（書院番、小姓組）の下に置かれ、五番方の中では最も新しく組織された番役である。戦時の両番が将軍馬廻の騎馬であるのに対し、新番は徒士（歩兵）であったが将軍本陣の近侍であるので馬上資格が認められていた。書院番と小姓組が対を為していたのと同様に、歩兵である小十人と新番も対を為していた。平時においては特に将軍外出時の警護役を担当し、泰平の時世では警備/警護の役目に専念した。

## 江戸幕府の新番
3代将軍家光の時に、本丸御殿の表と中奥の間に位置する土圭間（時計が置かれた部屋）に勤番所が置かれたため最初は土圭間組と呼ばれ、また近習番とも呼ばれた。その後、桔梗の間、桐の間等を移動後、新たに置かれた新番所に落ち着いている。江戸幕府にあっては五番方（書院番・小姓番・大番・小十人・新番）のひとつで、特に将軍の江戸城外出時に隊列に加わり、警護に当たったほか、武器の検分役などの役目もあった。新番の責任者である新番頭は、役高2,000石であるが、5,000石級の旗本から選任されることもあった。新番衆の役高は250石（俵）であり、書院番衆・小姓番衆より50石（俵）少ないが、軍役上、馬を常時用意する義務がないのが特徴である。ただし、馬上資格は認められている。大番と同じく出世は限られていた。

## 諸藩の新番
諸藩にあっても特に大きな藩には新番の役職名が見えることがある。藩の常備兵力であるほか、領内に藩主などが外出するときには一行に付き添い、これを供奉して警備にあたることが多かった。薩摩藩では家格としての新番があった。